# 버퍼 (GIS)
GIS에서 버퍼는 지도 주변의 거리의 단위나 시간을 나타내는 구역이다. 버퍼는 근접 분석에 유용하다.
버퍼는 물체의 일부를 따른 모든 노드에서 특성한 최대 거리를 갖는 점들의 집합에 의해 결정된 경계 영역으로 정의되는 영역이다.

## 같이 보기
- 팽창 (형태학) (양의 버퍼)
- 침식 (형태학) (음의 버퍼)

- GIS